# ریوویتس (استان اشوی‌داشکسیه)
ریوویتس (به لهستانی: Rejowiec) یک منطقهٔ مسکونی در لهستان است که در گمینا ناگووویتسه واقع شده‌است.